# Wyjazd
Wyjazd [ˈvɨjast] est un village polonais de la gmina de Sochaczew dans le powiat de Sochaczew et dans la voïvodie de Mazovie.
Il est situé approximativement à 8 kilomètres à l'est de Sochaczew et à 49 kilomètres à l'ouest de Varsovie.